# Robert Puiseux
Robert Puiseux (* 1. März 1892 in Paris; † 23. Februar 1991 in Clermont-Ferrand) war ein französischer Manager bei dem Reifenhersteller Michelin. Unter seiner Verantwortung wurde der Radialreifen entwickelt.
Robert Puiseux ist der Sohn des Astronomen Pierre Puiseux (1855–1928). Er heiratete Anne Michelin, die Tochter von Édouard Michelin und übernahm nach dessen Tod 1940 zusammen mit Pierre-Jules Boulanger die Führung des Reifenherstellers.